# Parasalenia gratiosa
Espèce
Parasalenia gratiosa est une espèce d'oursins de la famille des Parasaleniidae.

## Description
C'est un oursin régulier, de forme arrondie, avec la bouche (péristome) située au centre de la face inférieure (« orale ») et l'anus (périprocte) au sommet opposé (apex), légèrement excentrique. Le test (coquille) est légèrement ovoïde et de taille moyenne ; il est généralement noir ou brun-rouge. Les radioles (piquants) sont coniques, relativement longues et pointues, de section ronde, mesurant généralement la même taille que le diamètre du test. Leur couleur est variable, généralement noire mais pouvant aller du beige au noir en passant par diverses teintes de vert, de rose ou de marron ; elles sont parfois plus ou moins annelées. Leur base est entourée d'un cercle blanc caractéristique très visible, et la pointe est aussi souvent blanche. La face orale est assez plane, avec un péristome très large (mesurant la moitié du diamètre du test). Les quatre types de pédicellaires sont observables (au microscope) sur cet oursin.
Il peut être confondu avec l'« oursin perforant » Echinometra mathaei, qui est généralement plus gros et moins aplati, n'a pas le large appareil apical nu des Parasalenia, a des piquants plus courts et plus fins par rapport au test, est généralement plus coloré et n'a jamais les pointes annelées ; par ailleurs ce dernier vit dans des trous qu'il creuse dans la roche, ce qui n'est pas le cas de P. gratiosa. Enfin, E. mathaei est beaucoup plus courant dans l'indo-pacifique.

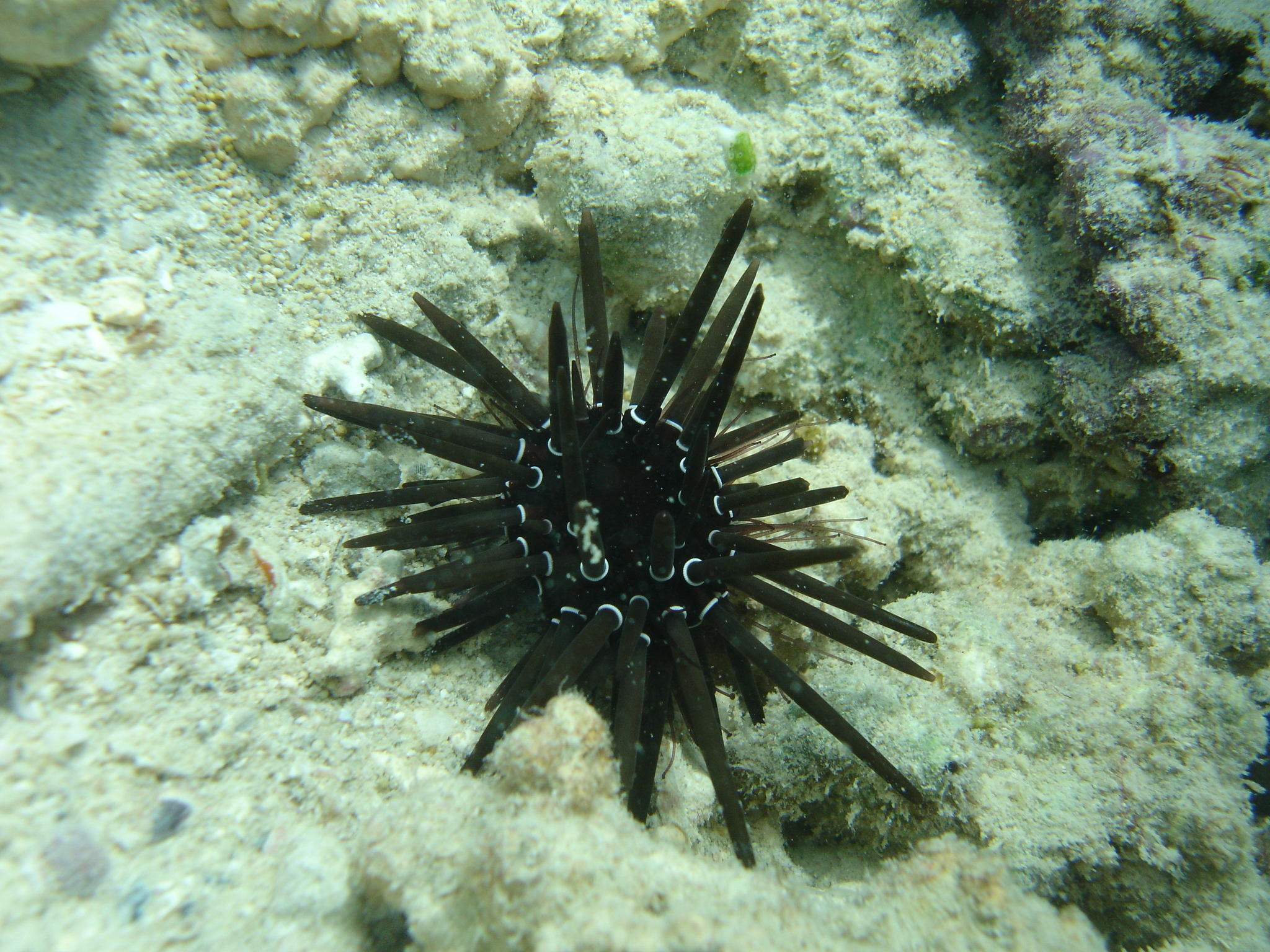

## Écologie et comportement
Avec son appareil masticateur situé sur la face inférieure (appelé « lanterne d'Aristote »), cet oursin broute ce qu'il trouve sur le substrat avec un régime relativement omnivore : principalement des algues, mais aussi des polypes de corail, des éponges, débris, charognes, animaux sessiles...
Sa reproduction est sexuée et gonochorique.

## Répartition et habitat
Cet oursin se rencontre entre 3 et 12 mètres de profondeur dans les écosystèmes coralliens de l'Indo-Pacifique, notamment en Nouvelle-Calédonie,.